# Kia Sorento
La Kia Sorento prodotto dalla casa automobilistica sudcoreana Kia Motors. La Sorento nasce come fuoristrada nel 2002 con telaio a longheroni e marce ridotte fino al 2009 anno in cui è stata presentata la seconda generazione, che a differenza della prima versione, ha subito un cambio di telaio in monoscocca più altre modifiche che ne hanno cambiato drasticamente l'aspetto estetico e funzionale, trasformandosi a tutti gli effetti in un SUV, con meno propensione all'aspetto da fuoristrada rispetto alla precedente generazione. Oggi la Sorento viene commercializzata in numerosi paesi del mondo. In Malaysia viene venduto come Naza Sorento.
Nel 2020 ne è stata presentata la quarta serie.

## Prima serie (2002-2009)
La Kia Sorento rappresenta il primo fuoristrada di grandi dimensioni prodotta dalla Kia e si posiziona un gradino al di sopra della Sportage. Nata dal Progetto BL la Sorento viene sviluppata sulla stessa piattaforma a passo accorciato della Hyundai Terracan che si è fatta apprezzare per l'ottima versatilità in fuoristrada grazie al telaio a longheroni di origine Mitsubishi e alla robusta meccanica dotata di cambio con riduttore e trazione integrale inseribile con differenziali autobloccanti. La casa aveva bisogno di un possente veicolo che potesse innalzare sia gli standard qualitativi del marchio e al tempo stesso andare incontro alle esigenze del pubblico europeo e americano che vide il mercato degli Sport Utility Vehicle crescere rapidamente. Così la Kia espose il modello definitivo nel 2002, con inizio della produzione avvenuto il 27 febbraio dello stesso anno. Il nome dell'autovettura venne deciso già nel dicembre del 2001 ed è stato ispirato dalla località Sorrento simbolo della bellezza e della vitalità italiana.
Esteticamente è caratterizzata da un design moderno e fluido che è stato molto apprezzato dal pubblico; il frontale presenta una calandra dai bordi cromati di notevoli dimensioni ospitante il marchio della casa, i gruppi ottici dalla forma trapezoidale integrano gli indicatori laterali di direzione mentre i paraurti presentano una massiccia presa d'aria che si raccorda con i fendinebbia. La fiancata invece si distingue per i passaruota in rilievo, una nervatura rende più dinamico il complesso laterale mentre la vetratura sdoppiata con terzo finestrino trapezoidale dona un tocco di originalità. Le versioni di punta possiedono anche le cornici dei finestrini cromate e il kit estetico con paraurti e passaruota bicolore in tonalità differente rispetto alla colorazione della carrozzeria. La coda invece dallo stile sobrio ed elegante dispone del lunotto apribile separatamente dal bagagliaio, una cromatura lungo il portatarga dona un tocco di classe mentre la fanaleria si raccorda con il bagagliaio e i passaruota posteriori. Lo stile è stato tutto elaborato presso il centro stile coreano della Kia Motors.
L'abitacolo interno molto spazioso dispone di cinque posti disposti su due fili di sedili; la plancia possiede uno stile moderno e piacevole, le plastiche vengono assemblate con molta cura nonostante la qualità dei materiali per i primi esemplari sia solo modesta. Sul mobile centrale la casa ha disposto tutti i comandi dell'auto: troviamo l'impianto audio in posizione centrale con bocchette d'aerazione del climatizzatore poste agli estremi, tra gli accessori era disponibile anche il navigatore satellitare, più in basso troviamo il climatizzatore manuale o automatico e infine, nella parte bassa, due vani portaoggetti culminano nel tunnel centrale. Il quadro strumenti è di facile lettura. La plancia era disponibile anche in differenti tonalità infatti accanto al classico grigio, bianco crema o nero erano disponibili gli inserti in finta radica o in alluminio oltre alla presenza di alcune cromature. La selleria era rivestita in tessuto o in pelle. Il bagagliaio possedeva una soglia di carico un po' alta dovuta sia all'elevato spessore dei paraurti posteriori sia all'altezza da terra dell'auto; il volume di carico minimo dichiarato era di 486 litri ampliabili fino a 1.849 con il divano posteriore in posizione reclinata. Il serbatoio contiene 80 litri di carburante.
Il pianale di base a longheroni è stato profondamente rivisto rispetto alla versione originale sviluppata dalla Mitsubishi per i propri fuoristrada: il peso della struttura è stato diminuito grazie all'impiego di materiali in lega leggera, il reparto delle sospensioni è stato riprogettato infatti l'avantreno utilizza uno schema a ruote indipendenti con quadrilateri alti deformabili, una struttura molto raffinata adottata soprattutto dalle auto sportive poiché è in grado di migliorare le doti dinamiche stradali grazie alla complessa geometria e agli ingombri ridotti. Il retrotreno adotta lo schema a ruote indipendenti con il Multilink a cinque bracci in acciaio che garantisce un maggiore comfort sia su strada che su sterrato. La trazione è posteriore con l'integrale inseribile manualmente fino alla velocità di 80 km/h, due i differenziali con possibilità di bloccare quello posteriore. Gli ammortizzatori a gas sono stati sviluppati dalla Sachs, inoltre la taratura delle sospensioni e la rigidità torsionale sono stati messi a punto dagli ingegneri della Porsche grazie a un'alleanza tra la casa coreana e quella tedesca. La Sorento nasce come un'auto adatta a ogni terreno e senza esagerazioni riesce a superare anche difficili ostacoli nel fuoristrada.
La sicurezza automobilistica viene garantita dalla presenza di serie del sistema anti bloccaggio delle ruote motrici (ABS) insieme al ripartitore elettronico di frenata (EBD) a cui si aggiunsero in seguito il controllo elettronico della stabilità e il controllo di trazione. Gli airbag di serie sono i due frontali e quelli laterali. L'impianto frenante sfrutta sia per l'avantreno che per il retrotreno dei dischi autoventilati. Nel 2003 viene sottoposta ai crash test dell'ente Euro NCAP totalizzando il punteggio complessivo di quattro stelle nell'urto frontale e solo una stella nell'investimento pedoni.

### Restyling 2006

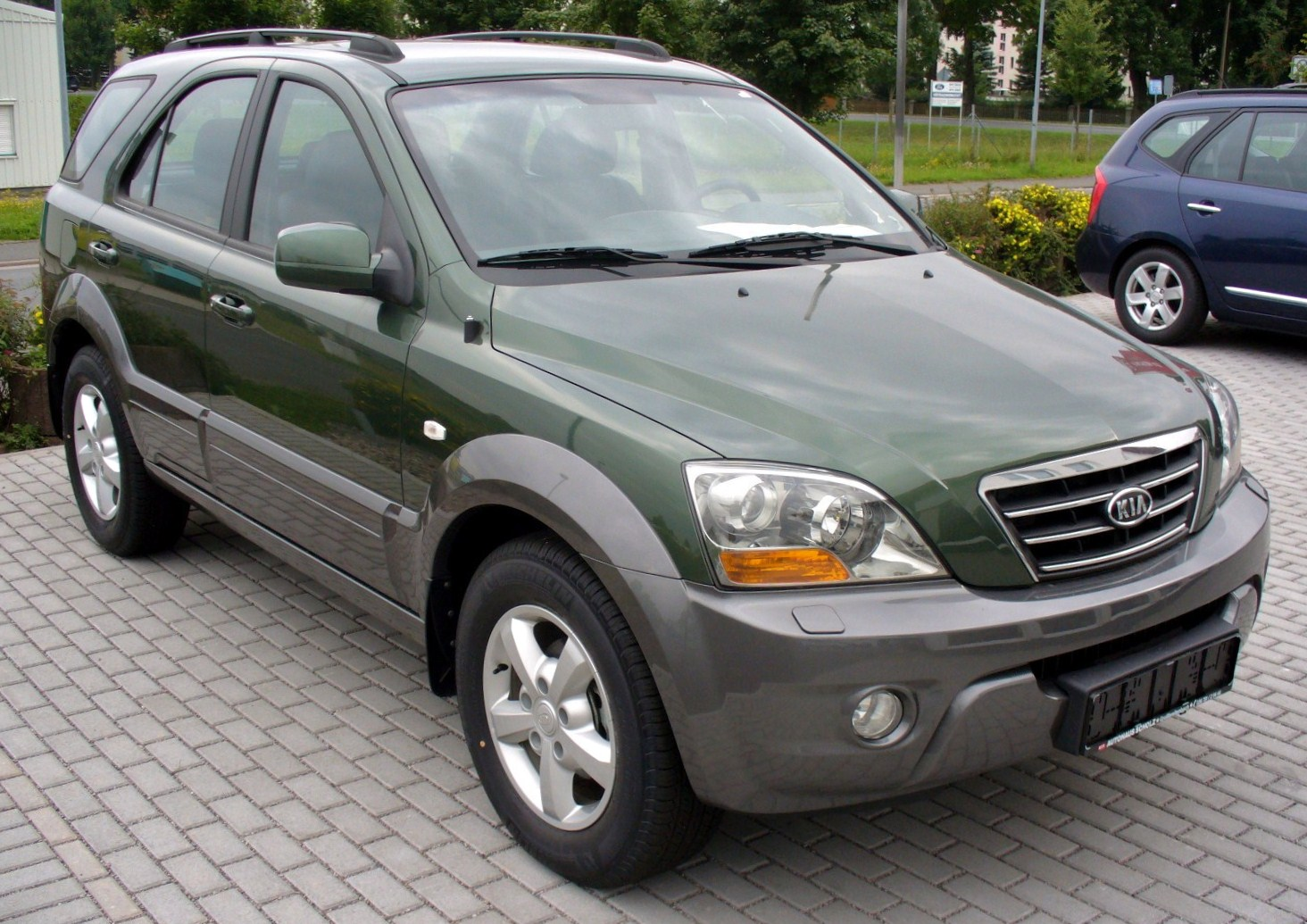
Il Sorento ristilizzato del 2006

Al salone dell'automobile di Ginevra del 2006 la Kia propone un lieve restyling della Sorento; il modello si è rilevato un grande successo infatti nel 2005 sono stati prodotti 144.000 esemplari e la casa ha voluto rafforzare l'immagine del modello introducendo un frontale rinnovato caratterizzato da un design più filante intervenendo sulla fanaleria ora dallo sfondo chiaro con indicatori di direzione arancioni, nuova calandra anteriore e nuove prese d'aria nei paraurti che ne incrementano le dimensioni di 2,0 centimetri. Anche la parte posteriore beneficia di alcuni interventi estetici, infatti i fari possiedono un nuovo disegno e i passaruota laterali sono leggermente più pronunciati, il tutto si abbina ai nuovi cerchi in lega e alle rifiniture interne migliorate, la qualità della plastiche risulta più elevata e vengono introdotte nuove tonalità per la plancia e nuovi inserti in alluminio. Sotto il profilo della sicurezza debuttano i poggiatesta attivi, il controllo della stabilità e della trazione e un nuovo impianto frenante potenziato. Il climatizzatore e l'autoradio che supporta MP3 possiedono una grafica rinnovata. Tra le motorizzazioni debuttano dei diesel potenziati e dei nuovi propulsori a benzina V6 Lambda.
La prima generazione è stata prodotta fino al 2009 presso lo stabilimento di Hwasung in Corea del Sud e distribuita in tutto il mondo; dal 2007 l'auto è prodotta nella prima versione in Russia dalla Izh Auto per essere venduta nei mercati dell'Europa dell'est. Complessivamente l'auto è stata venduta in circa 990.000 esemplari in attesa delle presentazione della seconda serie.

### Allestimenti
La Sorento è stata commercializzata in Italia in una gamma composta da due allestimenti: la versione base EX Comfort e quella di punta EX Top. La EX Comfort comprendeva di serie una dotazione alquanto completa: tra i principali accessori figuravano la chiusura centralizzata con immobilizzatore, indicatore della temperatura esterna, retrovisori regolabili elettricamente, sedile guida e volante regolabile in altezza, vetri elettrici anteriori e posteriori, antifurto, climatizzatore a controllo manuale, computer di bordo, cerchi in lega e fendinebbia. La EX Top in più disponeva di interni in pelle, clima automatico bizona con schermo a cristalli liquidi e sedili regolabili elettricamente. Gli unici optional che la casa metteva a disposizione erano il cambio automatico sequenziale e la vernice metallizzata oppure nera. Tra la fine del 2004 e l'inizio del 2005 (in occasione del lancio della nuova Sportage), la Kia ha rinnovato la gamma allestimenti proponendo anche un listino prezzi rincarato di alcune migliaia di euro: i due allestimenti vengono ribattezzati Active (la base) e Active Class (la versione più esclusiva) rimanendo invariata la dotazione. Per l'occasione la casa migliorò la qualità dei materiali e introdusse nuovi kit estetici bicolore. Inoltre dalla metà del 2005 la Kia ha introdotto anche nuovi accessori a pagamento per le Sorento turbodiesel: gli airbag a tendina, il cambio automatico con cruise control e il pacchetto comprensivo di volante con leva del cambio parzialmente in pelle e vetri posteriori oscurati.
Con il restyling del 2006 la dotazione degli allestimenti (Active e Active Class) è stata migliorata a fronte di un aumento dei prezzi di listino. Erano disponibili anche le barre sul tetto satinate, clima automatico manuale per l'Active e automatico bizona per l'Active Class, poggiatesta anteriori attivi, impianto audio con supporti CD e MP3 e solo per la Active Class i sensori posteriori di parcheggio. In Italia venne importata anche la versione con motore 3.3 V6 Automatica che aggiungeva alla dotazione dell'Active Class il navigatore satellitare a colori, le sospensioni posteriori autolivellanti, i sedili anteriori riscaldabili e il tetto apribile elettricamente in cristallo. Inoltre al Motor Show di Bologna 2007 la Kia Motors ha presentato la Sorento nella versione speciale Black Label commercializzata esclusivamente in Italia a partire dal 2008: questa versione viene caratterizzata dalla speciale verniciatura nera della carrozzeria, cerchi in lega da 17" e spoiler posteriore. Internamente la Sorento Black Label dispone della plancia di colore nero con elementi cromati e selleria in pelle scura con rifiniture in rosso.

### Motorizzazioni
I motori disponibili al debutto erano un turbodiesel quattro cilindri 2.5 16V common rail erogante 140 cavalli e 343 N·m di coppia motrice a 2.000 giri al minuto. Il motore diesel venne offerto principalmente per i mercati europei dove si rivelò il più venduto e apprezzato dalla clientela; questo grazie ai costi di gestioni non molto elevati per la mole dell'autovettura: il consumo dichiarato era pari a 11,8 km/l con 204 grammi di anidride carbonica emessa al km. Le prestazioni ovviamente erano solo modeste: la velocità di punta era di 170 km/h con scatto 0–100 km/h di 14,6 secondi. Il 2.5 CRDI 16V era abbinato a un cambio manuale a cinque rapporti con ridotte ma tra gli optional era disponibile anche l'automatico sequenziale a quattro rapporti.
Accanto al 2.5 CRDI si affiancò per il mercato italiano il 3,5 litri V6 Sigma con 24 valvole e capace di 194 cavalli: offerto esclusivamente con cambio automatico a quattro rapporti con ridotte più la funzione sequenziale, il 3.5 è stato importato per offrire alla clientela più facoltosa una motorizzazione di punta capace di prestazioni sportive a patto di costi di gestione molto elevati; questo motore infatti possiede un consumo dichiarato pari a 8,4 km/l ed emissioni di CO2 di 286 grammi emessi per km. Lo scatto da 0 a 100 km/h avveniva in poco più di dieci secondi. Entrambi i propulsori erano omologati secondo i parametri della normativa Euro 3.
Per i mercati esteri (in particolare quello asiatico e quello americano) la Sorento prima serie venne proposta anche con un motore benzina 2.4 quattro cilindri per 16 valvole erogante 139 cavalli: si trattava della motorizzazione d'ingresso per la gamma del Suv coreano e garantiva prestazioni discrete e consumi accettabili per gli standard americani: 168 km/h di velocità di punta e un consumo di 9,2 km/l. La coppia massima era di 196 N·m disponibili a 2.500 giri/min. Omologato Euro 3 era accoppiato a una trasmissione automatica a quattro marce con altrettante ridotte.
Con il restyling del 2006 la gamma motoristica venne completamente rinnovata: il vecchio 3.5 e il piccolo 2.4 benzina vennero pensionati e sostituiti dalle nuove unità V6 Lambda da 3,3 e 3,8 litri. Questi V6 erano omologati Euro 4, sfruttavano la doppia fasatura variabile delle valvole (D-CVVT) ed erano accoppiati a una nuova trasmissione automatica ora a cinque rapporti più ridotte con tempi di cambiata ridotti. Il 3.3 erogava 247 cavalli con 304 N·m di coppia a 3.550 giri/min ed è stato importato anche in Europa mentre il 3.8 garantiva 266 cavalli per 353 N·m a 4.500 giri/min. Ovviamente i costi di gestione si sono rivelati piuttosto elevati soprattutto dal punto di vista dei consumi.
Anche il diesel venne rinnovato: il 2.5 CRDI adottò un nuovo turbocompressore a geometria variabile (VGT), migliorata l'iniezione del gasolio e nuovi componenti in acciaio ad alta resistenza in grado di sopportare le maggiori pressioni termiche dovute all'incremento di coppia massima fino a 392 N·m. Rivista anche la potenza massima portata a 170 cavalli intervenendo sia sull'impianto di scarico che sulla centralina inoltre il nuovo 2.5 CRDI VGT è stato omologato Euro 4 e garantisce dei consumi più bassi e migliori prestazioni: 12,7 km/l di consumo medio, scatto da 0 a 100 km/h in 13,5 secondi e velocità massima pari a 182 km/h. Il cambio è un manuale a cinque rapporti con riduttore ma tra gli optional è disponibile anche il nuovo automatico sequenziale a cinque rapporti con riduttore.
| Modello              | Disponibilità       | Motore                       | Cilindrata cm³ | Potenza         | Coppia massima          | Emissioni CO2 (g/km) | 0–100 km/h (secondi) | Velocità max (km/h) | Consumo medio (km/l) |
| 2.4 16V              | dal debutto al 2006 | 4 cilindri in linea, Benzina | 2.351          | 102 kW (139 CV) | 196 N·m @2.500 giri/min | 259                  | 13,4                 | 168                 | 9,2                  |
| 3.3 V6 24V           | dal 2006            | 6 cilindri a V, Benzina      | 3.342          | 182 kW (247 CV) | 304 N·m @3.550 giri/min | 258                  | 10,3                 | 190                 | 9,3                  |
| 3.5 V6 24V           | dal debutto al 2006 | 6 cilindri a V, Benzina      | 3.497          | 143 kW (194 CV) | 294 N·m @3.000 giri/min | 286                  | 10,2                 | 192                 | 8,4                  |
| 3.8 V6 24V           | dal 2006            | 6 cilindri a V, Benzina      | 3.778          | 195 kW (266 CV) | 353 N·m @4.500 giri/min | -                    | -                    | -                   | 7,2                  |
| 2.5 CRDI 16V 140     | dal debutto al 2006 | 4 cilindri in linea, Diesel  | 2.497          | 103 kW (140 CV) | 343 N·m @2.000 giri/min | 204                  | 14,6                 | 170                 | 11,8                 |
| 2.5 CRDI VGT 16V 170 | dal 2006            | 4 cilindri in linea, Diesel  | 2.497          | 125 kW (170 CV) | 392 N·m @2.000 giri/min | 209                  | 13,5                 | 182                 | 12,7                 |

## Seconda serie (2009-2014)
La seconda generazione viene presentata in anteprima mondiale al Salone dell'automobile di Seul nel 2009. Dopo il grande successo riscontrato dalla precedente serie i vertici Kia hanno intrapreso per la nuova Sorento la strada del crossover sportivo, mix tra una Suv e una comoda station wagon caratterizzata da bassi costi di esercizio e prestazioni quasi sportive. Il concetto segue l'andamento dell'industria automobilistica che opta verso delle vetture sempre più grandi ed efficienti con carrozzerie più leggere e consumi più bassi, e per questo che la Sorento abbandonerà il vecchio telaio a longheroni e le marce ridotte per adottare la moderna scocca portante in acciaio con pianale della Hyundai Santa Fe seconda serie e sistema di trazione integrale a inserimento automatico. I benefici di questa struttura si concentrano in una riduzione del peso compresa tra i 300 e i 350 chilogrammi e in un incremento delle dimensioni dell'auto; la nuova Sorento è più lunga di 10 cm e più bassa di 10 cm.
Il pianale dispone di motore in posizione anteriore trasversale con sospensioni anteriori a geometria MacPherson e barra stabilizzatrice, mentre al retrotreno è stato adottato lo schema Multilink a cinque bracci più barra stabilizzatrice. Ammortizzatori a gas. Il telaio è stato irrigidito, oltre a essere ribassato, in modo da migliorare le doti dinamiche su strada della Suv coreana ma ciò ha penalizzato l'uso in fuoristrada. La trazione è integrale inseribile elettronicamente non appena il retrotreno perde aderenza ma la casa mette a disposizione anche le versioni a due sole ruote motrici anteriori. Di serie il sistema DBC che limita elettronicamente la velocità a 8 km/h nelle discese ripide. Per sottolineare l'essenza da Suv la casa offre di serie i paraurti anteriori e i sottoporta laterali in parte non verniciati in modo da non rovinarli sugli sterrati.

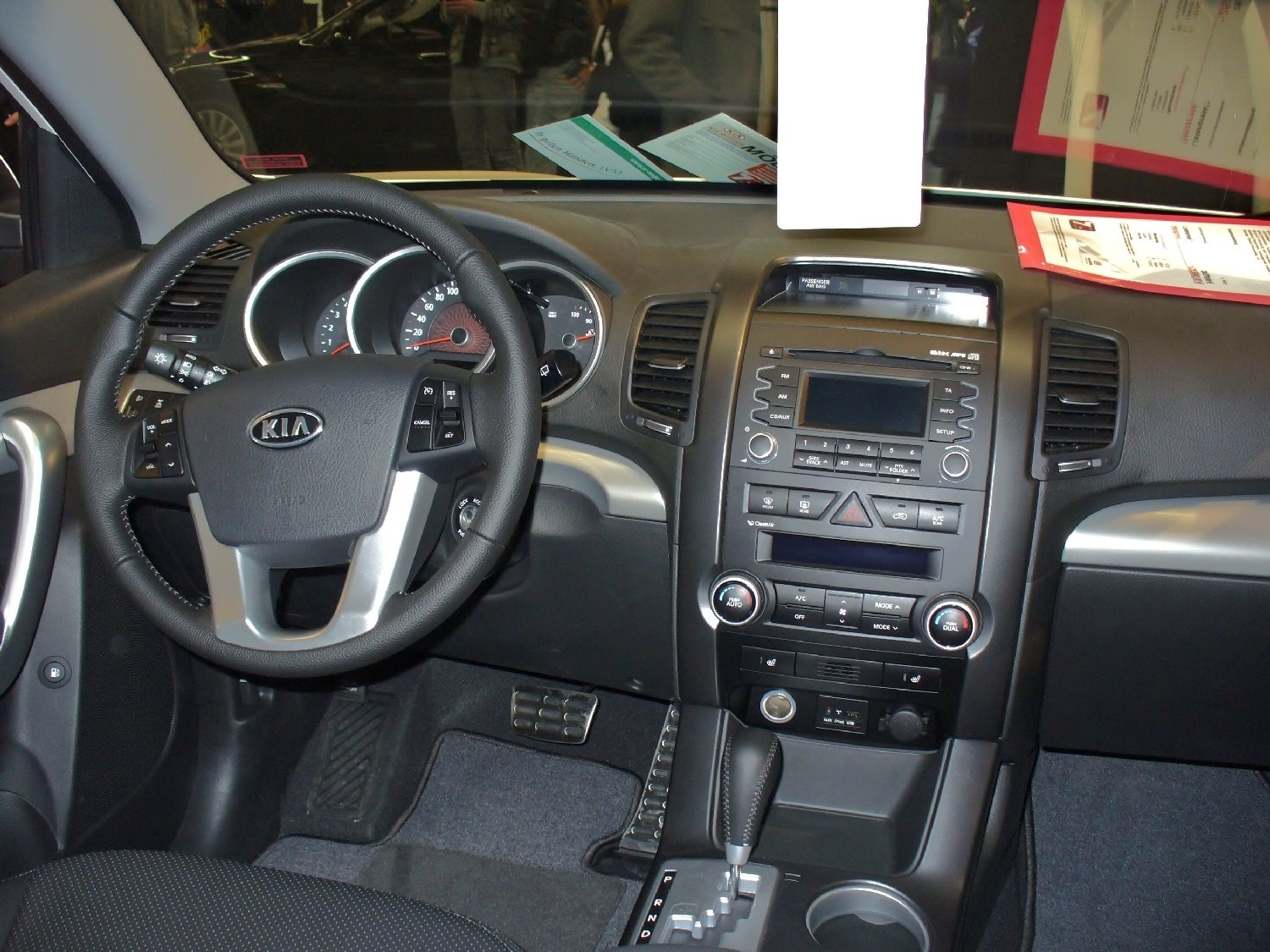
Gli interni della nuova Sorento

Il design è stato curato da Peter Schreyer, capo stile della Kia Motors Europe; Il family feeling richiama quello introdotto dalla Kia Forte e ripreso anche dalla Cadenza. Il frontale spigoloso presenta la fanaleria orizzontale lunga e sottile dalla forma triangolare che viene raccordata dalla mascherina dai bordi cromati con il logo della casa incorporato. I paraurti anteriori presentano la parte inferiore non verniciata e i fendinebbia sono racchiusi in due lobi in rilievo con sfondo a nido d'ape. La fiancata viene caratterizzata dalla vetratura slanciata e spigolosa e dalla nervatura che solca le portiere infine la coda della Sorento presenta i fanali a LED sulle versioni di punta. Un tocco di eleganza lo dona la fascia cromata sopra il vano porta targa nel portellone posteriore. Gli indicatori laterali di direzione sfruttano la tecnologia luminosa a diodi a Led e vengono integrati nei gusci degli specchi retrovisori. Per il mercato europeo sono disponibili le barre portapacchi in alluminio al tetto (per i mercato esteri sono un optional).
Una novità la ritroviamo nell'abitacolo: la casa offre anche la variante a sette posti con terza fila di sedili reclinabile. Come la sorella Santa Fe anche la Sorento cerca di andare maggiormente incontro alle esigenze della clientela in modo da riuscire a coprire le richieste delle famiglie più numerose. La plancia segue lo stile bombato della carrozzeria: la parte centrale si estende fino al tunnel raggruppando tutti i comandi dell'impianto audio e navigazione oltre a quelli del climatizzatore automatico bizona, la retro illuminazione della parte centrale è di colore rosso. Le bocchette d'aerazione del clima sono in posizione verticale agli estremi dell'autoradio, mentre nella parte alta è stato alloggiato lo schermo del computer di bordo con orologio digitale. Il volante integra i comandi principali dell'autoradio ed è rivestito in pelle con razze inferiori in alluminio. Infine le rifiniture in radica o alluminio disponibili per tutto l'abitacolo e persino sui pannelli delle portiere e lungo il tunnel centrale. Per il mercato estero la casa mette a disposizione anche il navigatore satellitare con schermo a colori e caricatore DVD. Il bagagliaio possiede un volume minimo dichiarato pari a 531 litri (nella versione a cinque posti) che salgono a 1.546 con il divano posteriore in posizione reclinata. Nella versione a sette posti il volume minimo è di 111 litri ampliabili fino a un massimo di 1.525 litri.
La nuova Sorento viene prodotta presso lo stabilimento di Hwasung in Corea del Sud e distribuita in Asia ed Europa mentre gli esemplari destinati agli alti mercati (in particolare quello americano e quello australiano) vengono prodotti nel nuovo stabilimento KMMA in Georgia, Stati Uniti. La KMMA (acronimo di Kia Motors Manufacturing Georgia) possiede una capacità produttiva di 300.000 veicoli l'anno e offre lavoro a 2.500 dipendenti. La Kia stima di vendere ogni anno oltre 140.000 Sorento in tutto il mondo.

### Tecnologia e sicurezza
Tra i dispositivi tecnologici la Sorento porta al debutto il sistema Supervision Cluster che migliora la visibilità e la lettura del quadro strumenti, ciò ha permesso di donare un disegno più sportivo al cruscotto diviso in tre quadranti in alluminio. La grafica sfrutta una retro illuminazione rossa per i dati più interni mentre la grafica diventa blu per i dati posti più agli estremi dei quadranti. La luminosità può essere regolata in base alle richieste del guidatore. L'autoradio supporta i file MP3 e dispone anche di caricatore di sei CD. Nella parte bassa della plancia sono state alloggiate le prese Aux ed USB. Le versioni di punta dispongono dell'avviamento a pulsante con smart key. Le Sorento con cambio automatico possiedono il freno a mano elettronico.

Un'altra novità è il sistema Kia UVO sviluppato dalla Kia Motors in collaborazione con la Microsoft: questo sistema integra i comandi dell'autoradio a quelli del navigatore satellitare e permette la gestione delle chiamate e dei messaggi presenti sul telefonino direttamente dal posto di guida tramite i comandi vocali. Inoltre UVO si basa sulla tecnologia Microsoft per automobili chiamata Windows Embedded Auto Platform che mette a disposizione uno schermo touch screen da 4,3 pollici oltre alla telecamera posteriore attivata durante le retromarce; il sistema è disponibile solo per le Sorento prodotte negli Stati Uniti.
Sotto il profilo della sicurezza la Sorento dispone di serie di sei airbag (frontali, laterali e per la testa), sistema anti bloccaggio delle ruote motrici (ABS), con controllo elettronico della stabilità (ESC) e della trazione (TCS) oltre alla presenza del sistema di assistenza alle partenze in salita e al limitatore di velocità nelle discese. I poggiatesta attivi sono di serie su tutte le versioni insieme ai sensori di parcheggio mentre è proposta di serie solo per le versioni di punta la telecamera posteriore con schermo visualizzato nello specchio retrovisore dell'abitacolo. L'impianto frenante sfrutta quattro dischi autoventilati sia per l'avantreno che per il retrotreno. La scocca in acciaio è stata realizzata in modo da deformarsi a strati in base all'entità dell'urto, ai crash test dell'Euro NCAP la Sorento ha ottenuto il massimo punteggio totalizzando cinque stelle.

### Il prototipo Sorento EcoDynamics
La presentazione europea della Sorento è avvenuta al Salone di Francoforte 2009; accanto all'esemplare in anteprima verniciato di nero, era presente anche la concept car EcoDynamics Diesel Hybrid spinta da un motore diesel e da un propulsore elettrico: il piccolo diesel da 1.6 cm³ è stato riprogettato completamente; al posto del turbo a geometria variabile troviamo un doppio compressore volumetrico capace di erogare 163 cavalli trasferiti alle quattro ruote motrici tramite il cambio robotizzato a doppia frizione. Il motore elettrico fornisce 40 cavalli e mette in moto le ruote posteriori mentre gli accumulatori ai polimeri di litio sono situati nella parte posteriore del pianale e possono essere ricaricati durante le frenate accumulando l'energia cinetica che viene prodotta. Migliorata anche l'aerodinamica grazie alle sospensioni ribassate di 25 millimetri, spoiler anteriore e posteriori e nuovi materiali in leghe leggere che hanno permesso una diminuzione del peso di oltre 100 kg. Secondo la casa le emissioni sono calate del 30% rispetto alla 2.2 CRDI stabilizzandosi sul valore di 119 grammi di anidride carbonica emesse per chilometro nel ciclo combinato. La produzione in serie ella Sorento EcoDynamics non è prevista.

### Allestimenti
In Italia la Sorento viene offerta in una gamma composta da due allestimenti che ricalcano le denominazioni introdotte dalla vecchia generazioni ovvero la base Active e quella di punta Active Class. L'Active dispone di serie dell'antifurto, barre sul tetto, airbag passeggero disattivabile, cerchi in lega leggera, climatizzatore automatico bizona, autoradio, fendinebbia, maniglie esterne cromate, retrovisori ripiegabili e riscaldabili elettricamente, sedile posteriore frazionato, sensori di parcheggio e vetri posteriori con lunotto oscurati. L'Active Class aggiunge i cerchi in lega maggiorati da 18", tetto panoramico apribile elettricamente, pedaliera in alluminio, spoiler posteriore, dispositivo Supervision Cluster e telecamera posteriore. Gli optional a disposizione sono vernice metallizzata o nera, il pacchetto sette posti con climatizzatore posteriore e il cambio automatico sequenziale con avviamento a pulsante e smart key. La Sorento viene offerta anche nelle versioni EcoSuv a doppia alimentazione benzina e gas GPL omologate direttamente dalla casa costruttrice. Le EcoSuv vengono offerte nell'allestimento Active con cambio manuale abbinate al solo motore 2.4 benzina, sia con trazione anteriore che integrale.
Al Salone dell'automobile di New York edizione 2010 la Kia Motors ha presentata la versione sportiva Sorento SX equipaggiata con kit sportivo specifico comprensivo di assetto ribassato con taratura delle sospensioni irrigidita in modo da migliorare le doti stradali dell'autovettura, spoiler anteriore e posteriore, minigonne laterali, nuovo disegno del paraurti anteriori con fendinebbia specifici e grigia inferiore in alluminio, nuovi paraurti posteriore con grigia in alluminio e doppio terminale di scarico, nuova calandra anteriore con bordi nero lucido e cornice cromata e rifiniture interne in nero scuro. La SX per ora viene commercializzata sul solo mercato americano con il motore 3.5 V6 Lambda II erogante 280 cavalli.

### Motorizzazioni
In Europa la Suv coreana viene importata con una gamma composta da due propulsori: un 2,4 litri a benzina e un 2,2 litri turbodiesel. Il 2.4 fa parte della famiglia motoristica Hyundai Theta II ed è un quattro cilindri in linea con iniezione elettronica, doppia fasatura variabile delle valvole (D-CVVT) e distribuzione a quattro valvole per cilindro (16 valvole totali), eroga 174 cavalli (128 kw) a 6.000 giri al minuto per una coppia motrice pari a 225 N·m a 3.750 giri/min. Le prestazioni del 2.4 sono solo modeste e vengono penalizzate nelle versioni con trazione integrale e cambio automatico. Le EcoSuv possiedono dei costi di gestione più abbordabili. Il 2.4 Theta II è abbinato al cambio manuale a sei rapporti ma tra gli optional è disponibile anche la trasmissione automatica sequenziale a sei rapporti sequenziale e funzione Sportshift. Viene omologato Euro 5.
Il diesel è il nuovo 2,2 litri CRDI facente parte della famiglia motoristica Hyundai R-Line: progettato e prodotto dal gruppo automobilistico coreano, il 2.2 common rail dispone del turbocompressore a geometria variabile (VGT), distribuzione a quattro valvole per cilindro e basamento in alluminio. La potenza massima è di 197 cavalli (145 kw) erogati a 3.800 giri al minuto con una coppia motrice che varia dai 421 N·m a 1.800 giri al minuto della versione con cambio manuale a sei marce fino ai 436 N·m sempre a 1.800 giri al minuto dell'automatica sei rapporti. Equipaggiato con filtro attivo antiparticolato il 2.2 CRDI rispetta gli standard della normativa Euro 5.
Disponibile solo per il mercato asiatico e americano il 3.5 V6 Lambda II si posiziona al top della gamma motoristica; basato su una evoluzione del precedente 3.3 Lambda il nuovo 3.5 è stato realizzato sfruttando la doppia fasatura variabile delle valvole, basamento in alluminio e distribuzione a quattro valvole per cilindro (24 valvole totali). Eroga 280 cavalli (206 kw) a 6.300 giri/min per 335 N·m a 5.000 giri/min. Il 3.5 V6 viene prodotto a Montgomery in Alabama dalla filiale americana del gruppo Hyundai-Kia Automotive ed è abbinato al cambio automatico a sei rapporti con trazione anteriore oppure integrale.
Altro motore non importato in Europa è il 2.7 V6 Mu: commercializzato nel solo mercato coreano questo propulsore è disponibile solo con alimentazione a gas GPL ed eroga la potenza di 165 cavalli (121 kw) a 6.300 giri al minuto (nove cavalli in meno rispetto al 2.4 16V). La distribuzione a quattro valvole per cilindro e il doppio variatore di fase contribuiscono alla diminuzione dei consumi (penalizzati dall'elevata cilindrata), la coppia massima dichiarata è pari a 244 N·m a 4.000 giri al minuto. Il 2.7 Mu è abbinato a un cambio manuale a cinque rapporti e alla trazione anteriore o integrale.
Propulsori disponibili per il mercato europeo
| Modello                            | Disponibilità | Motore                           | Cilindrata cm³ | Potenza         | Coppia massima          | Emissioni CO2 (g/km) | 0–100 km/h (secondi) | Velocità max (km/h) | Consumo medio (km/l) |
| 2.4 16V Theta II 2WD               | dal debutto   | 4 cilindri in linea, Benzina     | 2.359          | 128 kW (174 CV) | 225 N·m @3.750 giri/min | 203                  | 10,5                 | 190                 | 11,8                 |
| 2.4 16V Theta II 4WD               | dal debutto   | 4 cilindri in linea, Benzina     | 2.359          | 128 kW (174 CV) | 225 N·m @3.750 giri/min | 208                  | 11,1                 | 190                 | 11,5                 |
| 2.4 16V Theta II 2WD Automatica    | dal debutto   | 4 cilindri in linea, Benzina     | 2.359          | 128 kW (174 CV) | 225 N·m @3.750 giri/min | 205                  | 10,5                 | 186                 | 11,6                 |
| 2.4 16V Theta II 4WD Automatica    | dal debutto   | 4 cilindri in linea, Benzina     | 2.359          | 128 kW (174 CV) | 225 N·m @3.750 giri/min | 209                  | 11,1                 | 186                 | 11,4                 |
| 2.4 16V Theta II 2WD EcoSuv        | dal debutto   | 4 cilindri in linea, Benzina-GPL | 2.359          | 128 kW (174 CV) | 225 N·m @3.750 giri/min | 203                  | 10,5                 | 190                 | 11,8                 |
| 2.4 16V Theta II 4WD EcoSuv        | dal debutto   | 4 cilindri in linea, Benzina-GPL | 2.359          | 128 kW (174 CV) | 225 N·m @3.750 giri/min | 208                  | 11,1                 | 190                 | 11,5                 |
| 2.2 CRDI R-Line 16V 2WD            | dal debutto   | 4 cilindri in linea, Diesel      | 2.199          | 145 kW (197 CV) | 421 N·m @1.800 giri/min | 171                  | 9,4                  | 190                 | 15,4                 |
| 2.2 CRDI R-Line 16V 4WD            | dal debutto   | 4 cilindri in linea, Diesel      | 2.199          | 145 kW (197 CV) | 421 N·m @1.800 giri/min | 174                  | 9,6                  | 190                 | 15,2                 |
| 2.2 CRDI R-Line 16V 2WD Automatica | dal debutto   | 4 cilindri in linea, Diesel      | 2.199          | 145 kW (197 CV) | 436 N·m @1.800 giri/min | 189                  | 9,4                  | 190                 | 13,9                 |
| 2.2 CRDI R-Line 16V 4WD Automatica | dal debutto   | 4 cilindri in linea, Diesel      | 2.199          | 145 kW (197 CV) | 436 N·m @1.800 giri/min | 194                  | 9,6                  | 190                 | 13,5                 |

## Terza serie (2014-2020)

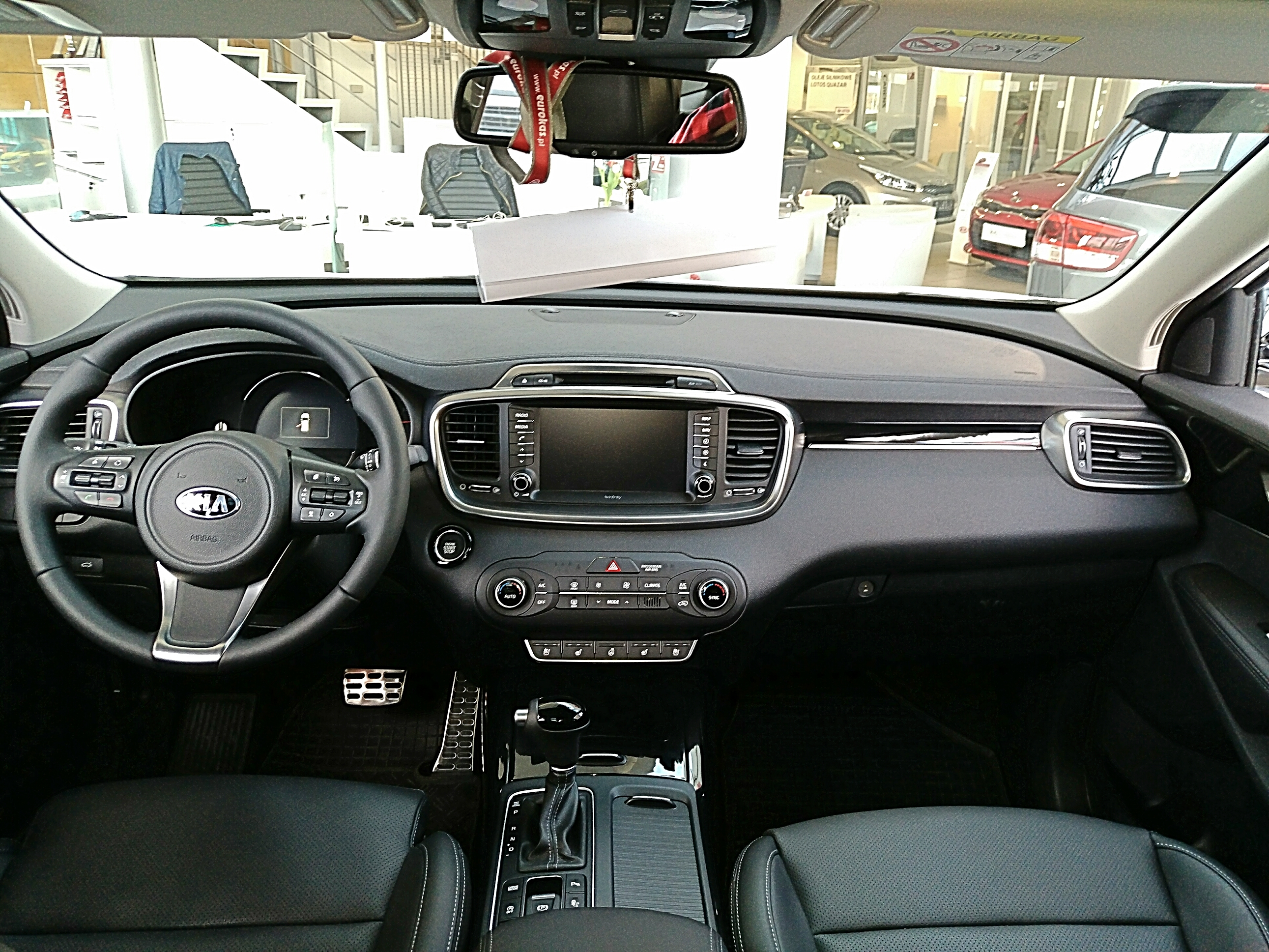
Interni

La terza generazione della Kia Sorento è stata presentata in Corea del Sud il 28 agosto 2014. Il veicolo ha poi debuttato in Europa al salone di Parigi 2014.
La terza generazione della Sorento condivide la stessa piattaforma della Kia Carnival di terza generazione ed è disponibile a 5 o 7 posti a seconda della configurazione.
È più lunga di 95 mm rispetto alla precedente generazione ed è più bassa per ridurre il baricentro e avere una migliore maneggevolezza. Kia afferma che il telaio presenta una rigidità  maggiore del 14% grazie all'utilizzo di acciaio ad alta resistenza.
Negli Stati Uniti la Sorento è prodotta nello stabilimento di West Point in Georgia.

### Facelift 2018/2019
La Kia Sorento ha ricevuto aggiornamenti per il 2018 e il 2019, è stata ridisegnata una nuova griglia anteriore, nuovi paraurti e una nuova illuminazione esterna con spunti di design simili che assomigliano alla Kia Forte del 2019 e alla Kia Cadenza del 2018.
Altre modifiche includono nuovi colori esterni, nuove cerchi per le ruote, i sedili della terza fila ora sono standard su tutti gli allestimenti con tutte le varie motorizzazioni, ha anche il sistema di avviso di attenzione per il conducente, su tutti i livelli di allestimento è stato aggiunto un motore da 2,4 litri, che ha sostituito il motore da 2,0 litri..

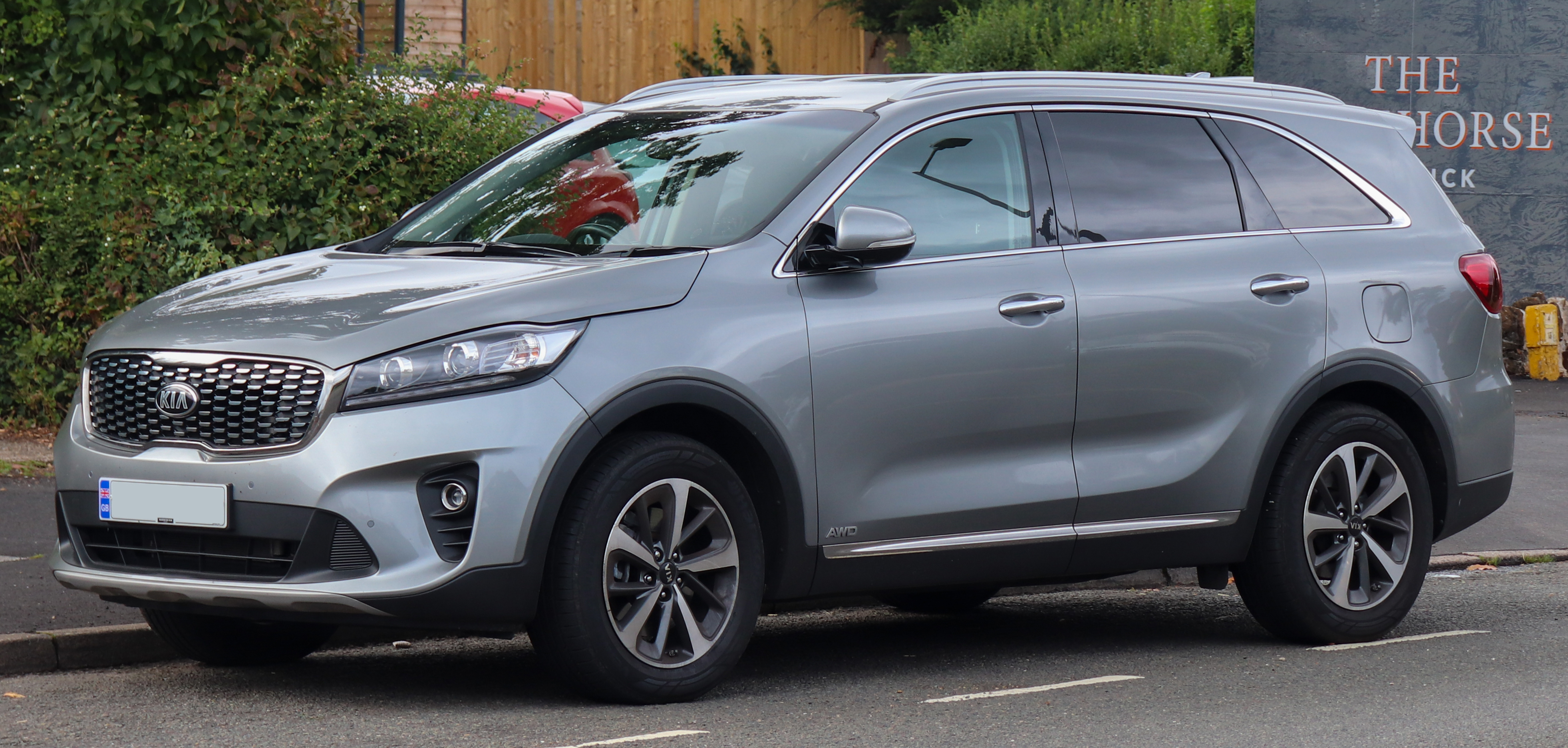
Kia Sorento (facelift)
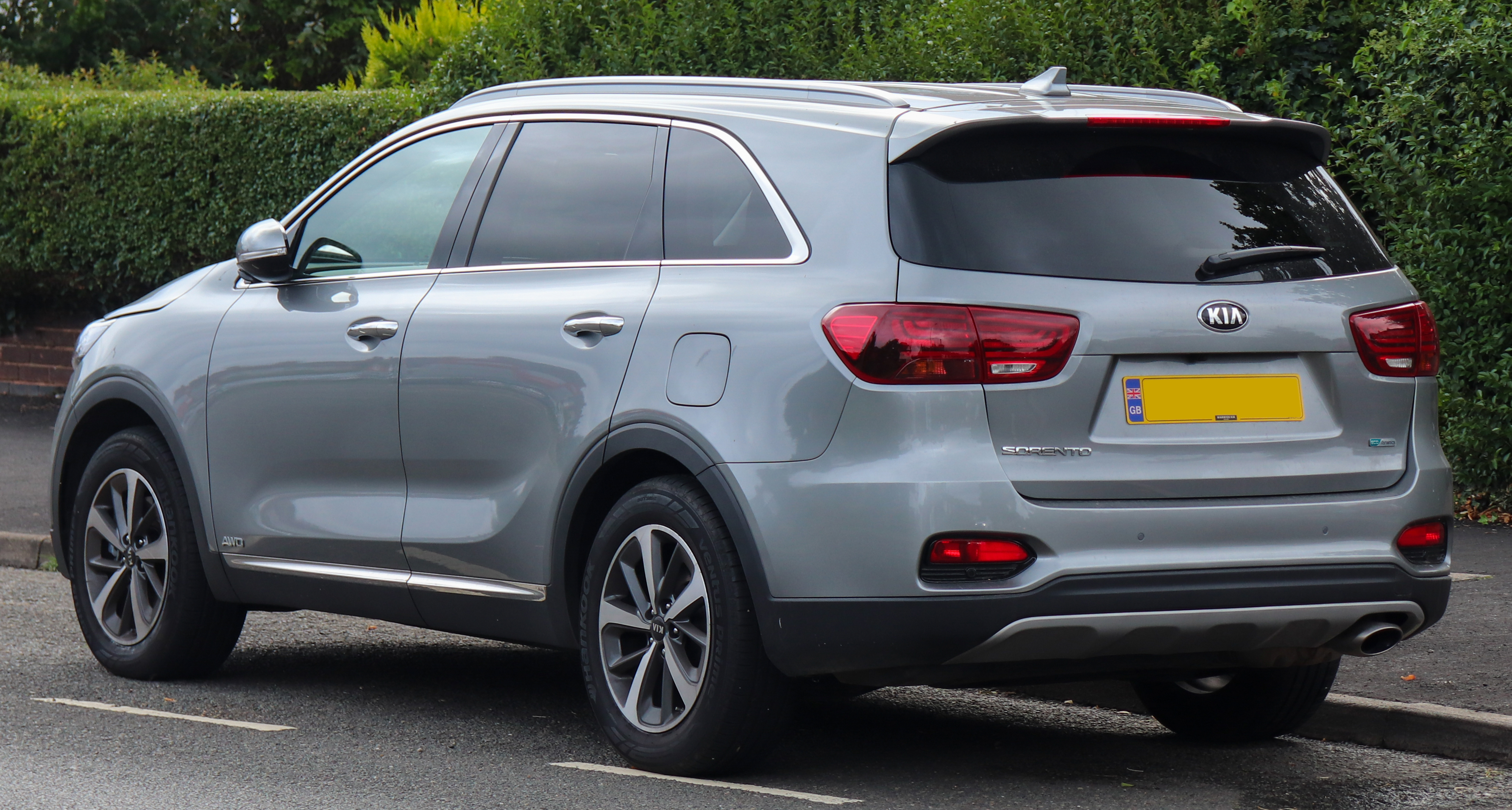
Vista dietro

### Motorizzazioni
I motori disponibili sono: il Lambda II V6 da 3.3 litri da 294 CV, il quattro cilindri GDi da 2,4 litri da 190 CV e il nuovo 2.0 litri turbo da 240 CV. È disponibile anche un motore diesel CRDi da 2,2 litri con turbocompressore a geometria variabile (VGT).
La trasmissione è affidata a un cambio manuale o automatico a sei marce, abbinabile sia alla sola trazione anteriore che integrale.

## Quarta serie (dal 2020)

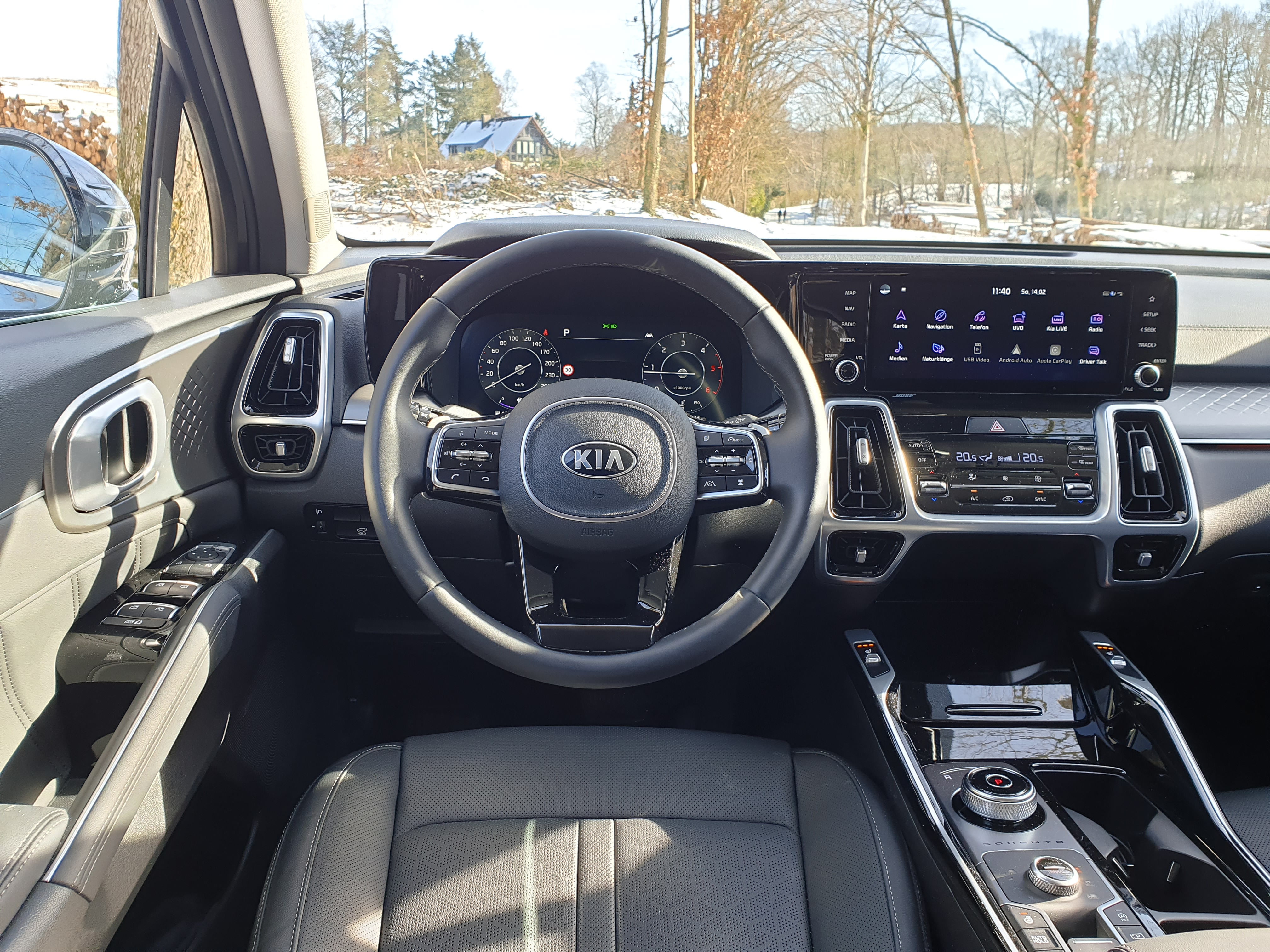
Interni

La quarta generazione della Kia Sorento è stata presentata ufficialmente attraverso la diffusione di una serie di immagini e dati tecnici il 17 febbraio 2020. La presentazione ufficiale della vettura in veste definitiva era stata programmata per il Salone dell'automobile di Ginevra, ma dopo essere stato annullato a causa della pandemia di COVID-19, è stato presentato attraverso un evento sul web il 19 marzo.
La Sorento rispetto alla passata generazione presenta un design rinnovato e dimensioni maggiori, con un passo allungato di 35 mm e la lunghezza superiore di 10 mm.

### Motorizzazioni

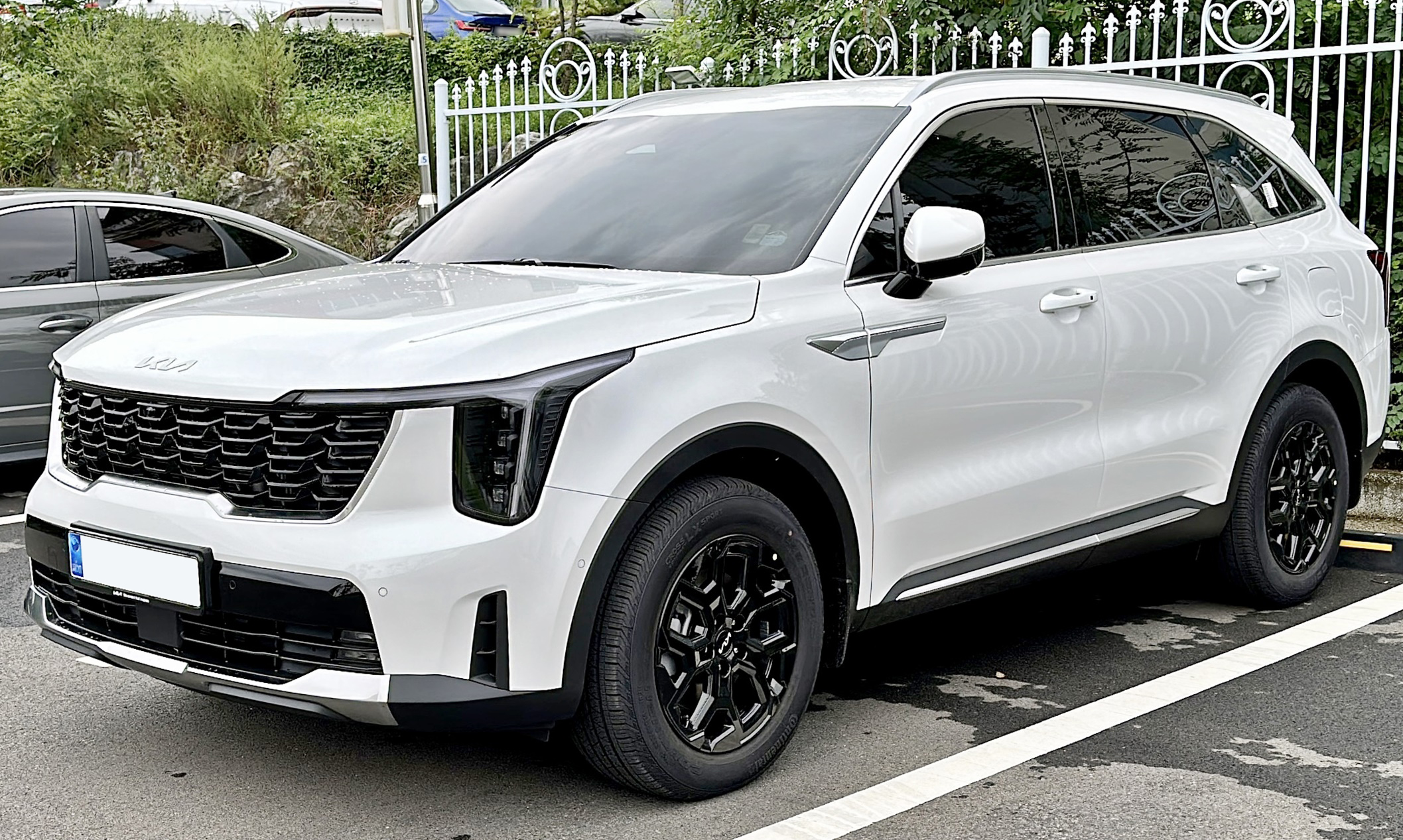
Kia Sorento MQ4 (2023~)

Sono disponibili due motorizzazioni: un ibrido composto da un quattro cilindri turbo da 1,6 litri abbinato a un motore elettrico, con una potenza totale combinata di 230 CV (169 kW) e 350 N⋅m di coppia e un tradizionale motore a benzina a quattro cilindri turbo da 2,5 litri abbinato a un cambio automatico a doppia frizione a 8 velocità con una potenza di 285 CV (210 kW) e 422 N⋅m di coppia.